# Il massaggiatore mistico
Il massaggiatore mistico (in inglese The mystic masseur) è un romanzo pubblicato nel 1957 in prima edizione inglese e nel 1966 in prima edizione italiana dallo scrittore trinidadiano naturalizzato britannico Vidiadhar Surajprasad Naipaul. 

## Storia
Il massaggiatore mistico è il romanzo che ha dato la popolarità a Vidiadhar Surajprasad Naipaul ed è stato scritto rapidamente nell'autunno del 1955 e poco dopo accettato dall'editore André Deutsch. 
Dopo questo romanzo, che ottenne un notevole successo, Naipaul ne ha pubblicati numerosi altri.

## Descrizione
Il volume si compone di nove capitoli:
- Un massaggiatore in lotta
- Allievo e maestro
- Leela
- La lite con Ramlogan
- Prove
- Il primo libro
- Il massaggiatore mistico
- Nuovi guai con Ramlogan
- Il giornale di Ganesh
- La disfatta di Narayan
- Membro del consiglio legislativo
- Membro dell'Impero britannico

Ganesh Ramsumair appartiene comunità indù dell'isola di Trinidad ma si sente diverso e non sopporta gli inglesi che hanno invaso il suo Paese come non sopporta neppure la popolazione nativa. Legge i suoi numerosi libri e sembra voler scrivere ma inizialmente non ne è capace, ritenendosi mediocre. Con la morte del padre viene costretto, per necessità, a diventare un massaggiatore come il genitore. Intanto Ganesh continua a scrivere con testardaggine e, stupendosene per primo, scoprirà di essere in grado di guarire grazie ai suoi insospettati poteri e al suo crescente carisma. Diviene in breve il primo massaggiatore paṇḍit di Trinidad, comincia ad avere moltissimi che lo seguono e lo cercano, vende i libri che diventano best seller. Finisce così per divenire un rispettato leader politico eletto alle massime cariche.

## Critica e recensioni
Si tratta di un romanzo dickensiano che ripercorre l'improbabile carriera di un insegnante fallito e massaggiatore di villaggio che diventa un mistico venerato, un fiorente imprenditore e infine il politico più amato di Trinidad. Il romanzo è astutamente divertente e generosamente creativo. Risulta spiritoso, tenero, pieno delle immagini, dei suoni e degli odori dei polverosi villaggi indiani di Trinidad.

## Edizioni

### Edizione originale
- (EN) Vidiadhar Surajprasad Naipaul, The mystic masseur, London, André Deutsch, 1957, OCLC 635862.

### Edizioni italiane
- Il massaggiatore mistico, traduzione di Giorgio Monicelli, Collana Medusa n.508, Milano, Mondadori, 1966.
- Vidiadhar Surajprasad Naipaul, Il massaggiatore mistico, traduzione di Giorgio Monicelli, Francesca Erba (traduzione prefazione), Milano, Adelphi, 2013, ISBN 9788845928451, OCLC 898704509.

### Edizioni in altre lingue
- (FR) Vidiadhar Surajprasad Naipaul, Le Masseur mystique, traduzione di Marie-Lise Marlière, Paris, Gallimard (Mayenne, impr. Floch), 1965, OCLC 460563114.
- (DE) Vidiadhar Surajprasad Naipaul, Der mystische Masseur: Roman in fünf Kapiteln, Köln, Verlag Kiepenheuer und Witsch, 1984, OCLC 757891958.
- (PL) Vidiadhar Surajprasad Naipaul, Masażysta cudotwórca, traduzione di Maria Zborowska, Warszawa, Książka i Wiedza, 1979, OCLC 750551140.

## Premi e riconoscimenti
- John Llewellyn Rhys Prize conferito nel 1958.[6]